# بارسلونا (كورنوال)
بارسلونا (بالإنجليزية: Barcelona, Cornwall)‏ هي قرية تقع في المملكة المتحدة في كورنوال.